# Santa Agnès de Malanyanes
Santa Agnès de Malanyanes es una població del municipi de la Roca del Vallès, a la comarca del Vallès Oriental. Està situada al NE del terme municipal, a l'esquerra del riu Mogent. En 2017 tenia 1477 habitants.
L'església parroquial, també dita Santa Agnès de Malanyanes, és d'origen romànic i conserva la façana i la porta romàniques. Està documentada des del 932 i va ser ampliada al segle xvi. És famós el retaule de Santa Agnès, d'estil renaixentista, que allí va estar exposat fins que va ser substituït per l'actual retaule barroc. Des de 1917, l'antic retaule es conserva en el Museu Diocesà de Barcelona.
El lloc, ja nomenat al segle xi, formava part del terme del castell de la Roca del Vallès i després de la baronia de la Roca.

Al costat de la població hi ha la capella de Santa Maria de Malanyanes, preromànica, reconstruïda al segle xi i primitiva parròquia de l'indret. La capella i la seva advocació actual gaudeixen d'una veneració especial perquè hom els atribueix protecció a les parteres.

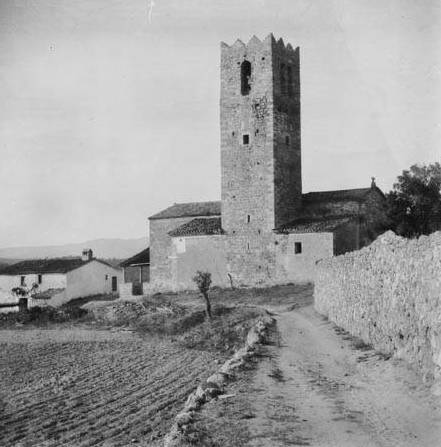
Nucli de Santa Agnès de Malanyes l'any 1904

La població es troba al costat del límit nord del Parc de la Serralada Litoral i en el seu veïnat existeix un camp de golf. Celebra la seva festa major d'estiu pels volts del 24 d'agost i la festa major d'hivern a prop del 21 de gener. Disposa d'excel·lents comunicacions per carretera.